# Nakovanj (uho)
Nakovanj (lat. incus) slušna je koščica u srednjem uhu. Sastoji se od trupa nakovnja (lat. corpus incudis) i dva kraka: dugog i kratkog. Kratki krak nakovnja (lat. crus breve) usmjeren je prema naprijed, dok dugi krak nakovnja (lat. crus longum) završava nastavkom processus lenticularis (lat.) koji je uzglobljen s glavicom stremena. 